# 奧蒂斯科鎮區 (明尼蘇達州沃西卡縣)
奧蒂斯科鎮區（英語：Otisco Township）是位於美國明尼蘇達州沃西卡縣的一個行政鎮區，於1858年設立。

## 地方資料
奧蒂斯科鎮區的面積為93.41平方千米，當中陸地面積為93.30平方千米，而水域面積為0.11平方千米。根據2020年美國人口普查的數據，當地共有人口544人，而人口密度為每平方千米5.82人。